# Tricloroetileno
Tricloroetileno (também chamado de tricloreteno), TCE, é uma substância cuja fórmula química é (C2HCl3). Sua aparência é a de um líquido claro não inflamável,  com cheiro adocicado e irritante. O Tricoloroetileno é também conhecido pelos nomes de Tri, Triclor e Tricki
É um hidrocarboneto clorado comumente usado como um solvente industrial e principalmente para o desengorduramento de peças metálicas, ainda que também como ingrediente em adesivos, líquidos, líquidos para remoção de pinturas e para corretores de escrita ("papel líquido") e removedores de manchas.
Foi usado como analgésico volátil, administrado através de inalação em Obstetrícia.

## História
Inventado pela ICI na Grã-Bretanha , o seu desenvolvimento foi saudado como uma revolução ao nível da anestesiologia, pois originalmente pensava-se que possuiria menos Hepatotoxicidade que o Clorofórmio e sem a pungência e inflamabilidade do Éter. No entanto cedo se descobriu que o TCE possuía várias armadilhas. Estas incluíam a promoção de arritmias cardíacas, baixa volatilidade para uma indução anestésica rápida, reacções com Cal sodada que se utiliza nos sistemas de captura e absorção de dióxido de carbono que causavam disfunções neurológicas prolongadas e também Hepatotoxicidade tal como na utilização de Clorofórmio
A introdução do Halotano em 1956 veio diminuir drasticamente a utilização do TCE como anestésico. No entanto continuou a ser usado como analgésico de inalação auto-administrado em partos. A toxicidade fetal e preocupações com o potencial carcinogénico do TCE levaram ao seu abandono nos anos 80 de século XX.
Devido às suas preocupações com a sua toxicidade, a utilização do TCE na indústria alimentar e farmacêutica foi sendo banido desde os anos 70 do século XX. A legislação obrigou à sua substituição em muitos processos na Europa ao classifica-lo como substância cancerígena com a frase de risco R45 – Pode causar cancro.
Recentemente foi anunciado pela EPA a conclusão uma avaliação final de saúde sobre o TCE, tendo  publicado novos valores de toxicidade. Nesta avaliação concluiu que […] "Existem várias linhas de evidência de apoio para a carcinogenicidade do TCE em humanos. Primeiro, o TCE induz vários tipos de câncer em roedores que receberam TCE por gavagem e inalação, incluindo cânceres nos mesmos tecidos-alvo identificados nos estudos epidemiológicos - rim, fígado e tecidos linfóides. Em segundo lugar, os dados toxicocinéticos indicam que a absorção, distribuição, metabolismo e excreção do TCE são qualitativamente semelhantes em humanos e roedores. Finalmente, há evidência suficiente para concluir que um modo de ação mutagênico é operativo para tumores renais induzidos por TCE, e este modo de ação é claramente relevante para humanos. Os modos de ação não foram estabelecidos para outros cânceres induzidos por TCE em roedores, e nenhum dado mecanicista indica que quaisquer eventos-chave hipotéticos sejam biologicamente impedidos em humanos. […]"

## Produção
Antes dos anos 70 do século XX, a maioria do TCE era produzido num processo com dois passos a partir do Acetileno. 

O primeiro passo consistia em tratar o Acetileno com Cloro usando, como catalisador o Cloreto de Ferro a 90˚C, de acordo com a seguinte equação química
HC≡CH + 2Cl2 → Cl2CHCHCl2
O segundo passo consistia na desidroclorinação do 1,1,2,2-tetracloroetano para a obtenção do Tricloroetileno. Este passo podia ser alcançado tanto por uma reacção com o hidróxido de cálcio em meio aquoso
2 Cl2CHCHCl2 + Ca(OH)2 → 2 ClCH=CCl2 + CaCl2 + 2 H2O
Ou numa reacção em fase vapor a 300-500 ˚C usando como catalisador ou o cloreto de bário ou o cloreto de cálcio.
Cl2CHCHCl2 → ClCH=CCl2 + HCl
Hoje em dia, no entanto, o TCE é producido a partir do etileno.
A reacção começa com a clorinação do etileno usando o cloreto de Ferro como catalisador para produzir 1,2-cicloroetano.
CH2=CH2 + Cl2 →  ClCH2CH2Cl
Quando aquecido a 400 ˚C com cloro, o 1,2-dicloroetano é convertido em tricloroetileno
ClCH2CH2Cl + 2 Cl2 → ClCH=CCl2 + 3 HCl
Esta reacção pode ser catalisada com uma variedade de substâncias. A mais usada é uma mistura de cloreto de potássio e cloreto de alumínio. No entanto, várias formas de carbono poroso podem ser usadas. Esta reacção produz tetracloroetileno como  subproduto e dependendo da quantidade de cloro que é alimentado à reacção, o tetracloroetileno pode ser o produto mais produzido. Normalmente é produzida uma mistura dos dois compostos, os quais são depois separados por destilação.

## Utilizações
O TCE é um solvente eficaz para uma variedade de materiais orgânicos.
Quando começou a ser produzido em massa, nos anos 20 do século XX, a maior utilização do TCE era na extracção de óleos vegetais de plantas como o coco, soja e Palmeira. Outras utilizações na indústria alimentar incluem a descafeinização do café e na preparação de extractos de sabores do lúpulo e especiarias. Também foi utilizado como gás volátil em anestesia. Também na secagem final da produção de etanol 100% puro.
Entre os anos 30 e os anos 70 do século XX, a maior aplicação do TCE foi como gás anestésico volátil em substituição dos anestésicos originais como o Clorofórmio e Etér, mas começou a ser trocado já nos anos 50 por compostos novos, como o Halotano, os quais permitiam um menor tempo de indução e de recuperação. Comercializado pela pela ICI com o nome Trilene era corado com uma cor azul para evitar ser confundido com o Clorofórmio que possuí um cheiro similar.
Outra das utilizações do TCE foi como solvente de limpeza em Lavandarias-a-seco, apesar de ter sido substituído em 1950 pelo  tetracloroetileno e percloroetileno
A maior utilização comercial do TCE foi como desengordurante de peças metálicas. No entanto, a partir dos anos 50 do século XX, a procura começou a diminuir a favor da substância menos tóxica 1,1,1-tricloroetano. No entanto a produção desta substância foi proibida pelo Protocolo de Montreal e em resultado disso a procura de TCE como desengordurante voltou a aumentar
O TCE foi também usado no fabrico de uma larga gama de gases refrigerantes halogenados mais conhecido por HFC 134a

## Efeitos fisiológicos
Estudos de medicina ocupacional demonstraram que o TCE tem vários efeitos sobre o ser humano, nomeadamente:
- A depressão do Sistema nervoso central é o efeito mais proeminente da exposição ao TCE;
- A exposição ocupacional crónica ao TCE está associada a alterações neurológicas;
- Relatos de casos de lesões no fígado foram associados à inalação de grandes doses de TCE;
- Existe literatura que associa a toxicidade renal ao TCE, mas tal não será de esperar nos níveis de exposição habituais no ambiente dos postos de trabalho
- Não são expectáveis problemas cardíacos nos postos de trabalho expostos aos níveis actualmente previstos de exposição no ar ambiente;
- Alguns estudos associam anormalidades reprodutivas e de desenvolvimento ao consumo de água contaminada com TCE;
- O TCE é considerado antecipadamente, uma substância cancerígena devido a estudos limitados sobre seres humanos. No entanto existem evidências suficientes em estudos similares feitos sobre animais;
- O TCE é um produto levemente irritante das vias respiratórias e pode produzir Dermatite por contacto;
- O TCE é utilizado também como solvente para diluição de asfalto em ensaio para determinar o Teor de Asfalto em pavimentos.

O TCE pode provocar também
- Diminuição do apetite;
- Irritação gastrointestinal;
- Dores de cabeça;
- Irritação da pele.

A Hepatoxicidade foi associada primariamente com a inalação de TCE e ingestão em grandes quantidades.
Insuficiência renal tem sido relatada em conjunto com danos hepáticos confirmados.
Arritmias cardíacas podem ser induzidas por exposição a níveis elevados de TCE

### Efeitos neurológicos
Os efeitos neurológicos da exposição ao TCE, dependem do tempo e concentração do mesmo durante a exposição.
De uma maneira geral são muito aproximados aos efeitos do Álcool.
Em termos de exposição aguda (80 a 120 ppm) os estudos revelam que as pessoas expostas apresentam sinais de enjoo, irritação das mucosas, aumento do tempo de reacção. Os efeitos desaparecem ao fim de algumas horas.
Em termos de exposição crónica, um estudo feito a 73 trabalhadores que tiveram expostos a TCE desde 1 mês a 15 anos revelou sintomas de:
- Ataxia;
- Diminuição do apetite;
- Dores de cabeça;
- Perda de memória de curta duração;
- Perturbações do sono;
- Vertigens.

### Efeitos Hepáticos
Quando engolido, o TCE causa irritação Gastrointestinal com possíveis inflamações no tracto intestinal que se manifestam como:
- Dores abdominais;
- Diarreia;
- Náuseas;
- Vómitos

A Hepatoxicidade está relacionada primariamente com a inalação intencional. As exposições crónicas a níveis actualmente admitidos não são susceptíveis de causar danos ao fígado

### Efeitos cardíacos
A inalação de concentrações elevadas de TCE, normais quando usado como anestésico, revelaram provocar arritmias cardíacas sem no entanto causarem paradas cardíacas.

### Efeitos sobre a reprodução e desenvolvimento
Em comunidades nos Estados Unidos que se descobriu usarem água contaminada com TCE, verificou-se que havia uma correlação com defeitos cardíacos congénitos e vários problemas gestacionais.

### Efeitos cancerígenos
O TCE é considerado cancerígeno pois os estudos em seres humanos são apoiados por evidências de carcinogenicidade em experiências com animais, nos quais os tumores ocorrem em vários sítios idênticos aos dos seres humanos. A inalação ou exposição oral ao TCE produz cancro do fígado ou do pulmão em ratos.

## O TCE e o meio ambiente
Segundo a resolução CONAMA Nº 020, de 18 de junho de 1986, classificação das águas, Ministério do Meio Ambiente, a quantidade máxima de TRI é 0,03 mg/L na classe 1.
Segundo a Portaria 36, o valor máximo permitido (VMP) de tricloroeteno na água potável é 30 μg/L.

### Destinos Afetados pelo TCE
O tricloroeteno é altamente volátil devido sua alta pressão de vapor, logo seu principal destino será a atmosfera. Possui solubilidade média, porém prefere a água, dessa forma, seu coeficiente de partição octanol/água é baixo.

### Transporte do TCE pelo meio
O TRI apresenta uma pressão de vapor bem alta, portanto é bastante volátil, sendo a atmosfera seu principal meio de transporte e destino.

### Reações importantes envolvendo o TCE
Tendo em vista sua alta instabilidade conclui-se que esse poluente sofre modificações/transformações ao longo do seu transporte nos diferentes compartimentos. No ar pode haver formação de radicais OH de cloreto de carbonila e fosgênio, cloreto de dicloroacetil, clorofórmio e CO, ácido acético de tricloro e cloreto de acetila. Na água subterrânea pode haver transformação anaeróbica para isômeros de dicloroeteno e cloreto de vinila. Nos solos, sua mineralização é incentivada pelas raízes das plantas, e em condições anaeróbias há transformação microbiana para 1,2-dicloroeteno. Esta alta reatividade requer a estabilização desses reagentes com aditivos para sua aplicação técnica.
Outra propriedade importante com relação a estabilidade desse composto está no fato de que muitos metais e sais metálicos aceleram a decomposição desse solvente. Ou seja, o chumbo irá reagir com o tricloroeteno acelerando a sua decomposição. Uma vez que a reação entre os poluentes agiliza o processo de decomposição do tricloroeteno, pode-se dizer que, nesse caso, a transformação desse poluente induzida pelo chumbo seja ambientalmente interessante.

### Distribuição do TCE no Meio
As principais fontes são as indústrias de solventes e chorumes, a partir daí ele pode ser liberado para a atmosfera, lá existe a degradação dele por reação com radicais hidroxila, e o TCE pode causar danos ao meio biótico. Outra possível rota é pelo efluente (esgoto) que pode volatilizar, ou acabar infiltrando no solo contaminando assim, as águas subterrâneas, e com isto pode causar danos ao meio.